# 赫爾松·貝爾加拉
赫尔松·贝尔加拉·阿姆（西班牙語：Jherson Vergara Amú，1994年5月26日—），他的名字也可译作杰尔松或杰尔森，是哥倫比亞的職業足球運動員，司職後衛，效力AC米兰。

## 榮譽

### 國家隊
哥倫比亞
- 南美青年足球錦標賽: 2013

## 外部連結
- Soccerway （页面存档备份，存于）